# Acronicta nigra
Acronicta nigra är en fjärilsart som beskrevs av Shaw. Acronicta nigra ingår i släktet Acronicta och familjen nattflyn. Inga underarter finns listade i Catalogue of Life.